# Јекатерина Геладзе
Јекатерина Георгијевна Геладзе (груз. ეკატერინე გელაძე, рус. Екатерина Георгиевна Геладзе; рођена 5. фебруара 1858. године у близини Горија, Руска Империја) била је мајка Совјетског вође Јосифа Стаљина.

## Биографија
Рођена је у православној грузијској породици. Пошто јој је отац умро као млад њена породица је била веома сиромашна. Ипак њена мајка је штедела за Јекатерину, која је успела да научи да чита и пише. Са свега 16 година се удала за Висариона Џугашвилија са којим је имала троје деце. Двоје најстарије деце умрло је убрзо по рођењу, док је најмлађи син Јосиф рођен 1878. године.
Пре него што је Јосиф напунио 10 година, Висарион је напустио породицу. Како би издржавала себе и сина, Јекатарина се прихватала физичких, а најчешће кућних послова - шивење и прање веша и сл. Често је радила у кућама богатих људи у Горију, а понекад је и сина водила са собом. Имала је намеру да јој син постане свештеник, и некако је скупила новца за његово школовање. Тако је 1888. године уписала Јосифа у црквену школу у Горију.
Пошто јој је син убрзо напредовао у комунистичкој партији и постао и њен лидер, Јекатерина је доживела мирнију старост. Стаљин је сместио Jекатарину у једну од царских палата на Кавказу. Она је у тој палати доживела и дубоку старост. Умрла је 4. јуна 1937. године.

## Занимљивост
Према сведочењу њеног доктора имала је занимљив сусрет са својим сином. На његово питање: „Зашто си ме толико тукла“, одговорила је: „Зато што си тако добар испао“. Онда га је Јекатарина питала: „Јосифе, шта си ти сада", Стаљин је одговорио: „Сећаш ли се цара, е ја сам ти као цар“. „Боље да си постао свештеник“ био је Јекатаринин одговор.